# Панаєва Муза Миколаївна
Панаєва Муза Миколаївна (19 листопада 1927, м. Шуя, Івановська область, РРФСР —  6 червня, Одеса, Україна) — радянський і український художник кіно (по костюмах та художник-постановник). Нагороджена орденом «Знак Пошани», медалями.

## Життєпис
Народилась 1927 р. в м. Шуя Івановської обл. (Росія) в родині робітника. 
Закінчила художній факультет Всесоюзного державного інституту кінематографії (1955). 
У 1956—1964 рр. працювала художником по костюмах.
З 1965 р. — художник-постановник Одеської студії художніх фільмів.
Була членом Спілки кінематографістів України.

## Фільмографія
Художник по костюмах:
- «Весна на Зарічній вулиці» (1956)
- «Як посварились Іван Іванович з Іваном Никифоровичем» (1959) та ін.

Художник-постановник:
- «Орлятко» (1958)
- «Спрага» (1959)
- «Одеські канікули» (1966)
- «Продавець повітря» (1967)
- «Біля моря, де ми грали» (1967, к/м)
- «Якщо є вітрила» (1969)
- «Останній феєрверк» (1968)
- «Севастополь» (1970)
- «Остання справа комісара Берлаха»
- «За твою долю» (1972)
- «Ринг» (1973)
- «Спадкоємці» (1974, т/ф, 2 с)
- «Порт» (1975)
- «Місто з ранку до опівночі» (1976)
- «Загін особливого призначення»
- «Квартет Гварнері» (1978)
- «Шкіра білого ведмедя» (1979)
- «Я — Хортиця» (1981)
- «Право керувати» (1981)
- «Екіпаж машини бойової» (1983)
- «Дій за обставинами!..» (1984)
- «Дивовижна знахідка, або Самі звичайні чудеса» (1986)
- «Шабля без піхов» (1987) та ін.